# Het kristallen zwaard
Het kristallen zwaard is een fantasystripreeks geschreven door Jacky Goupil en getekend door  Crisse (Didier Chrispeels). De reeks bestaat uit vijf delen, waarvan het eerste deel in 1989 bij uitgeverij Blitz in de Collectie Delta verscheen. Van de serie zijn zowel exemplaren met zachte kaften (softcovers) als harde kaften (hardcovers) op de markt gebracht. In 2012 verscheen een gebundelde uitgave bij Dark Dragon Books.

## Verhaal
In de imaginaire wereld van het kristallen zwaard is sprake van een eeuwige strijd tussen het goede en het kwaad. De Wachter van het pentagram van de vijf zintuigen die voor balans zorgt in het universum gaat sterven waardoor chaos op de loer ligt. De hoofdpersoon Zorya wordt op queeste gestuurd. Haar opdracht bestaat er uit om het pentagram te herstellen. Hiervoor moet ze de gestaltemaskers van de vijf meesters (één voor elk van de zintuigen) bijeen brengen. Haar gevaarlijke tegenstander is de heerser van het Niets. Onderweg ontmoet ze helpers die haar ondersteunen. Meester Brisbane voorziet haar van een kostbaar zwaard, het kristallen zwaard Beryl, dat alles aankan, maar eerst geactiveerd moet worden. En Teome wordt haar metgezel. 

## Albums
| Nummer | Titel                    | Collectie        | Verschenen |
| ------ | ------------------------ | ---------------- | ---------- |
| 1      | Het parfum van de Nurks  | uitgeverij Blitz | 1989       |
| 2      | De blik van Wenlok       | uitgeverij Blitz | 1991       |
| 3      | De greep van de Mangrove | uitgeverij Blitz | 1991       |
| 4      | De schreeuw van de groes | uitgeverij Blitz | 1992       |
| 5      | De smaak van sulfur      | uitgeverij Blitz | 1994       |